# Mikaël Silvestre
Mikaël Silvestre (Chambray-lès-Tours, 1977. augusztus 9. –) francia válogatott labdarúgó.

## Sikerei, díjai

### Klub
- Manchester United
  - Angol bajnok: 1999-2000, 2000-01, 2002-03, 2007, 2007-08
  - Angol kupagyőzelem: 2003-04
  - Angol ligakupa: 2005-06
  - Angol szuperkupa: 2003, 2007
  - UEFA-bajnokok ligája: 2007–08
  - Interkontinentális Kupa: 1999

### Válogatott
- Franciaország
  - Konföderációs kupa: 2001, 2003